# Arensgenhout
Arensgenhout is een dorp met aangrenzend buurtschap Kleingenhout dat deel uitmaakt van de gemeente Beekdaelen, in de Nederlandse provincie Limburg. 
Arensgenhout en het nog kleinere aangrenzende gehucht Kleingenhout tellen samen 200 woningen. Beide buurtschappen grenzen aan de kernen Schimmert en Hulsberg. Al deze plaatsen vallen bestuurlijk onder de gemeente Beekdaelen. Daarnaast grenzen beide buurtschappen aan de bekende toeristenplaats Valkenburg aan de Geul. De wegen Sittarderweg en Ravensbos behoren toe aan de gemeente Valkenburg aan de Geul. Beide wegen, die in het verlengde van elkaar liggen, vormen de grens. Niet alleen de grens tussen Arensgenhout en Kleingenhout met Valkenburg aan de Geul, maar ook de grens tussen de Oostelijke Mijnstreek (Parkstad) en het Heuvelland. Daarnaast scheidt de Nuther kern Schimmert de beide buurtschappen van de Westelijke Mijnstreek. Arensgenhout en Kleingenhout liggen in het groene hart tussen de stedelijke gebieden Sittard, Heerlen en Maastricht. Drie steden die op circa 15 kilometer van de beide buurtschappen verwijderd liggen.

## Geschiedenis
De naam Arensgenhout is afgeleid uit de woorden Aren (Aeren) en Hout. Aren betekent graan en Hout duidt op een bos. Arens Genhout, Aerensgenhout zijn historische benamingen voor wat nu Arensgenhout is. Uit de benaming kan worden afgeleid dat Arensgenhout is ontstaan op een plek waar een bos werd gerooid om er vervolgens te kunnen ploegen en waarop enkele boerderijen werden gebouwd om graan te oogsten. De naam maakt dan ook duidelijk dat Arensgenhout van oorsprong een agrarische gemeenschap was. Eind eerste helft van de 20e eeuw werden een aantal boerderijen al verbouwd tot woonhuis. In het begin van de tweede helft van de eeuw (tussen 1960 en 1975) hadden de toen opkomende (macro)economische ontwikkelingen een enorme invloed op beide buurtschappen. Van de drie cafés verdwenen er twee en ook de laatste kruidenierswinkel sloot de deuren. In het laatste kwartaal van de 20e eeuw, door de aanleg van nieuwe straten, Kleingenhoutersteeg en Burgemeester Kerckhoffsstraat in 1975, en Achter de Smidse in 1980, veranderde het beeld van Arensgenhout drastisch van een agrarische in een forensengemeenschap.
Ten noorden van Arensgenhout zijn de resten van Romeinse villa Steenland gevonden.

## Bezienswaardigheden
- Mariakapel aan hoek Ravensboschweg en Ravensbos, devotiekapel met Mariabeeld van 1890, enigszins verplaatst en heropgebouwd in 1978.
- Diverse historische boerderijen:
  - Ravensboschstraat 24, met 17e-eeuwse topgevel.
  - Kampstraat 9-13, mergelstenen hoeve met 18e-eeuwse kern, en twee gezwenkte topgevels (1706 en 1719).
  - Kampstraat 26-28, eind-18e-eeuws.
  - Diepestraat 10, 1823 en 1825.

Arensgenhout is opgenomen in de Mergellandroute.
Arensgenhout heeft een buurtvereniging (De Vriendenkring) en een fanfare (St. Clemens). Verder wordt elk jaar in het eerste weekend van augustus 'de Tent Sjteit' gehouden, waarbij vier dagen lang activiteiten georganiseerd worden.

## Zie ook

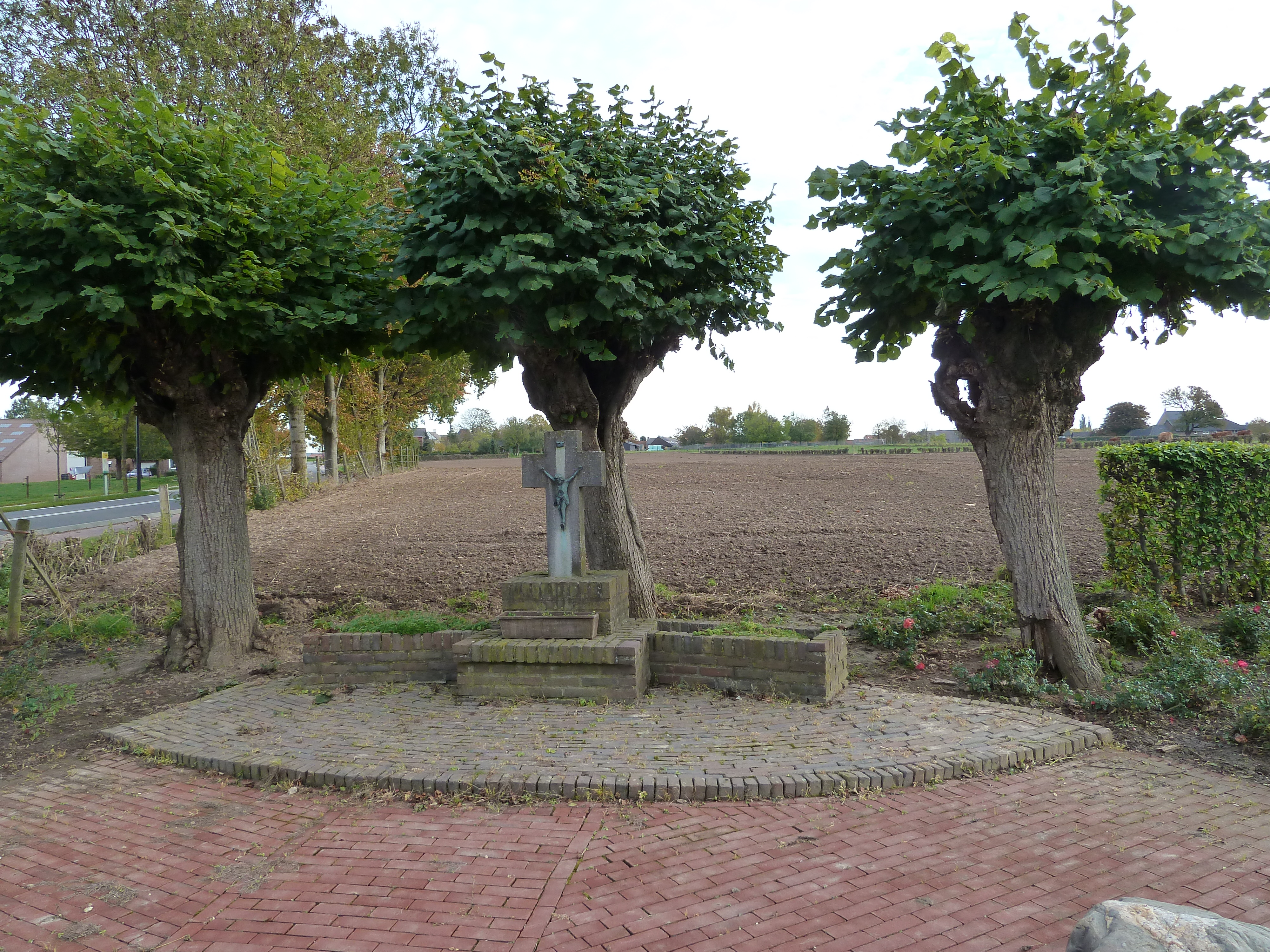
Wegkruis aan kruising Ravensbos-Diepestraat
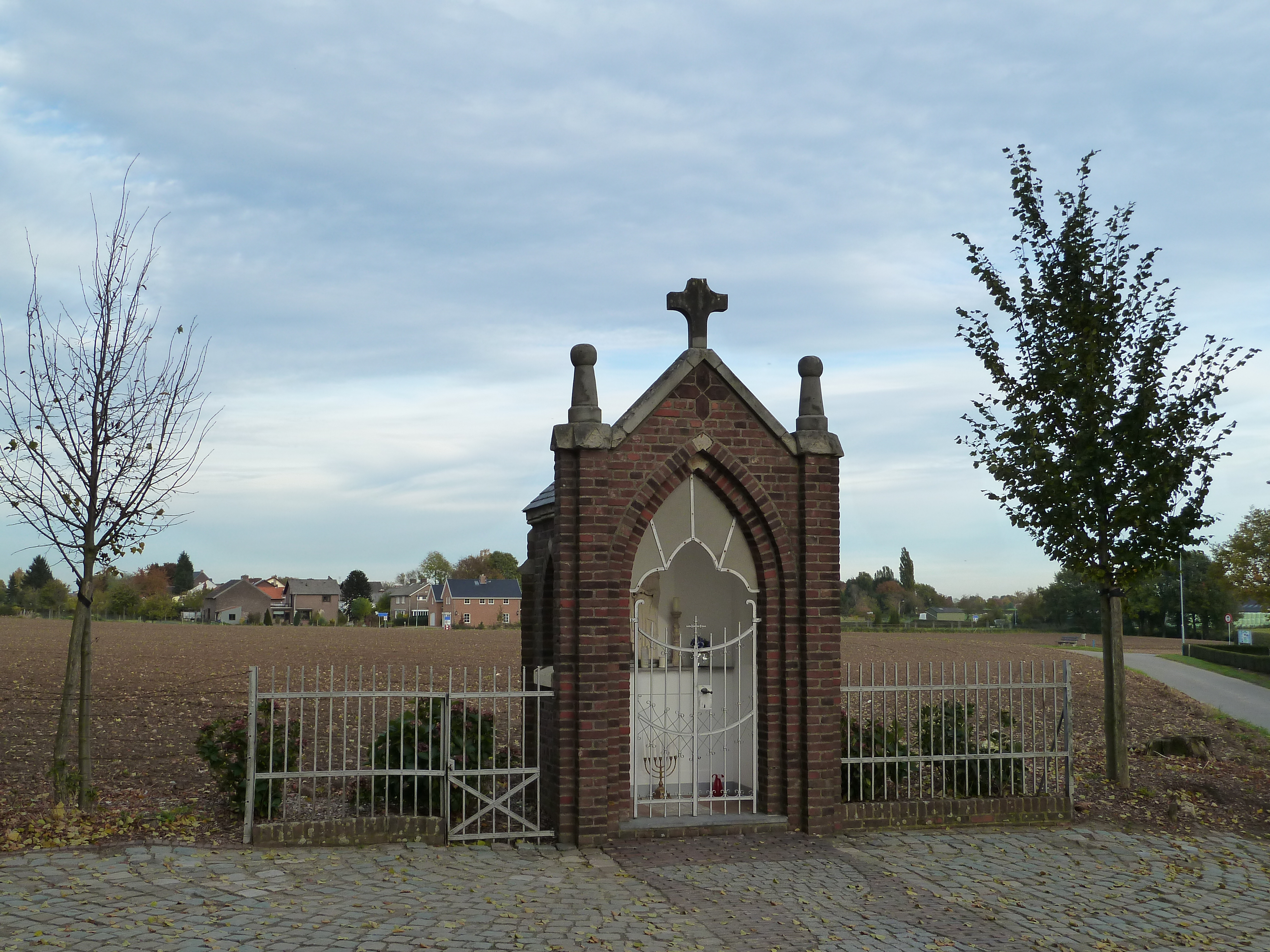
Kapel Ravensbos nabij Klooster Ravensbosch
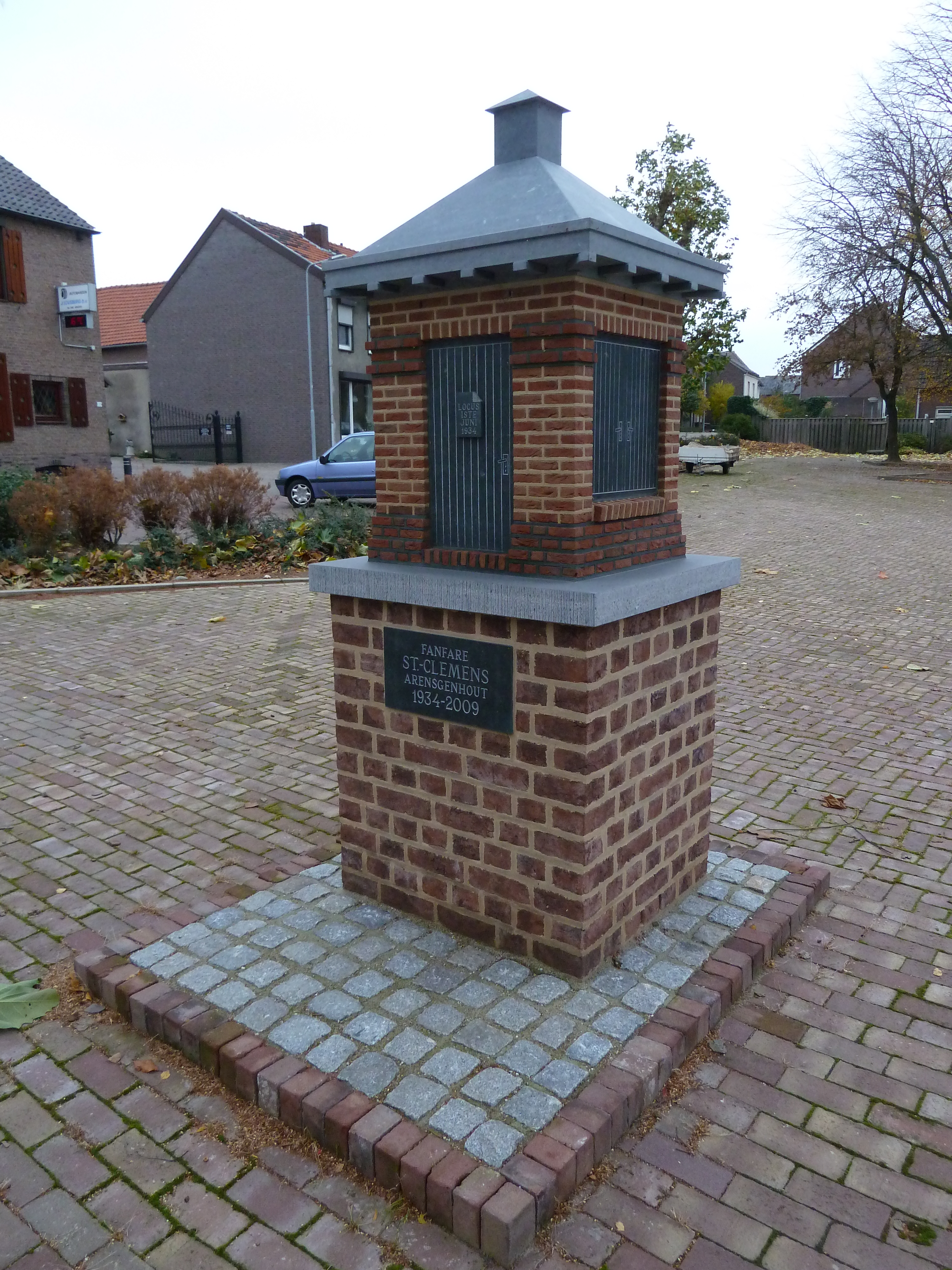
Zuil op het plein